# Чжоу Сяочуань
Чжоу Сяочуа́нь (кит. 周小川, пиньинь Zhōu Xiǎochuān; род. 29 января 1948 года, г. Исин, пров. Цзянсу) — китайский экономист,  глава Народного банка Китая (2002—2018) — в данном качестве был ответствен за формирование национальной денежно-кредитной политики.
Чжоу Сяочуань является одним из наиболее влиятельных экономистов мира. В 2010 году деловой журнал Foreign Policy поставил его на 4-е место в своём рейтинге «ведущих мировых мыслителей». Его относят к так называемой Шанхайской клике должностных лиц Китая.
Член Коммунистической партии Китая с марта 1986 года, член ЦК КПК 16-17 созывов (2002—2012).
Доктор политехнических наук, профессор.
Им опубликованы ряд монографий и более сотни академических статей в китайских и иностранных журналах. В частности, национальными премиями отмечены его статьи «Rebuilding the relationship between the enterprise and the bank», «Social security: reform and policy recommendations» и книга 走向开放型经济.

## Биография
Его отец Чжоу Цзяньнань был членом Госсовета КНР и одним из наставников Цзян Цзэминя.
В 1975 году Чжоу Сяочуань окончил Пекинский институт химических технологий (сейчас университет). В 1985 году получил степень PhD по инженерной специальности в Университете Цинхуа. В совершенстве владеет английским языком.
Женат на Ли Лин, сотруднице Министерства торговли Китая.
Трудовую деятельность начал в июле 1968 года.

### Карьера
С декабря 2002 по март 2018 года глава Народного банка Китая.
Также является секретарём парткома Народного банка Китая. С 2003 года председатель Комитета по валютной политике.
C марта 2013 года зампред ВК НПКСК 12-го созыва.
- 2000— Работает в Департаменте валютной политики Народного банка Китая
- 2000—2002 Председатель Китайского комитета по контролю над ценными бумагами
- 1998—2000 Глава China Construction Bank
- 1997— Становится членом Комитета по валютной политике
- 1996—1998 Вице-президент Народного банка Китая
- 1995—1998 Директор Государственного управления валютного контроля
- 1992—1992 Проходит стажировку в Центральной партийной школе[англ.]
- 1991—1995 Входит в совет директоров Bank of China
- 1991—1995 Вице-президент Bank of China
- 1991—1998 Работает в Народном банке Китая
- 1986—1986 Директор Исследовательского института экономических реформ Китая в составе Госкомиссии по реформированию экономики
- 1986—1989 Помощник министра по внешним экономическим связям и торговле
- 1986—1991 Член Государственной комиссии по реформированию экономики

## Взгляды
24 марта 2009 года Чжоу Сяочуань опубликовал материал под названием «Реформа Международной валютной системы», который произвёл сенсацию в экономических кругах. По мнению главы Народного банка Китая, специальные права заимствования МВФ должны в будущем заменить доллар в роли мировой резервной валюты. Это должно способствовать разрешению парадокса Триффина, возникающего, когда выпуск мировой резервной валюты осуществляет определённая страна.